# گاتان شاربونیه
گاتان شاربونیه (انگلیسی: Gaëtan Charbonnier؛ زادهٔ ۲۷ دسامبر ۱۹۸۸) بازیکن فوتبال اهل فرانسه است.
از باشگاه‌هایی که در آن بازی کرده‌است می‌توان به باشگاه فوتبال استاد رنس، باشگاه فوتبال آنژه، و باشگاه ورزشی مون‌پلیه اشاره کرد.